# 2013년 8월 죽음
다음은 2013년 8월에 사망한 저명한 인물 목록이다.
- 8월 2일 - 대한민국의 배우 박용식
- 8월 4일
  - 네덜란드의 수학자 다니얼 칸
  - 이탈리아의 정치인 레나토 루지에로
- 8월 5일
  - 미국의 음악가, 음악 프로듀서 조지 듀크
  - 리투아니아의 군인 블라다스 자얀치카우스카스
- 8월 7일 - 러시아의 축구 선수 알미르 카유모프
- 8월 8일 - 미국의 배우, 싱어송라이터 캐런 블랙
- 8월 10일
  - 미국의 배우 노라 헤이든
  - 캐나다의 배우, 댄서 하지
- 8월 11일
  - 미국의 배우, 성우 헨리 폴릭 2세
  - 일본의 친왕비 다케다 미쓰코
- 8월 12일
  - 네덜란드의 왕족 오라녜나사우 공자 프리소
  - 대한민국의 정치인 김종률
- 8월 13일 - 독일의 정치인 로타어 비스키
- 8월 14일 - 미국의 배우 리사 로빈 켈리
- 8월 15일
  - 대한민국의 배우, 연출가 백원길
  - 캐나다의 배우, 교사 오거스트 쉘렌버그
- 8월 19일
  - 미국의 배우 리 톰프슨 영
  - 미국의 하드 밥 재즈 피아니스트 시더 월튼
  - 아프가니스탄의 정치인 압둘 라힘 하테프
- 8월 20일
  - 대한민국의 정치인 이석용
  - 미국의 소설가, 극작가 엘모어 레너드
  - 인도의 과학자 비슌 카레
- 8월 21일 - 미국의 배우, 교사 진 힐
- 8월 23일
  - 미국의 정신과 의사, 심리학자 윌리엄 글래서
  - 영국의 영화 감독 길버트 테일러
- 8월 24일
  - 미국의 배우 줄리 해리스
  - 일본의 야구인 도바시 마사유키
  - 중화민국의 야구인 쉬성밍
- 8월 25일
  - 대한민국의 기업인, 정치인 고희선
  - 대한민국의 희극 배우 오성우
  - 브라질의 축구인 지우마르 두스 산투스 네베스
- 8월 27일
  - 대한민국의 교육행정가 신정균
  - 우크라이나의 범죄자 아나톨리 오노프리옌코
- 8월 28일 - 미국의 배우, 야구 선수 래리 펜넬
- 8월 30일
  - 대한민국의 축구인 이상래
  - 아일랜드의 시인, 작가 셰이머스 히니